# U 107 (U-Boot, 1917)
U 107  war ein diesel-elektrisches U-Boot der deutschen Kaiserlichen Marine, das im Ersten Weltkrieg zum Einsatz kam.

## Einsätze
U 107 wurde am 5. Mai 1916 in Auftrag gegeben, lief am 28. Juni 1917 bei der Germaniawerft in Kiel vom Stapel und wurde am 18. August 1917 in Dienst gestellt. Ab September 1917 war das Boot der IV. U-Flottille in Emden und Borkum zugeordnet.
U 107 führte während des Ersten Weltkriegs fünf Unternehmungen im östlichen Nordatlantik durch. Dabei wurden fünf Handelsschiffe mit einer Gesamttonnage von 17.546 BRT versenkt. Darunter befand sich neben Schiffen der Kriegsgegner auch das norwegische Segelschiff Castor I mit 117 BRT.
Das größte von U 107 versenkte Schiff war das britische Passagierschiff Flavia mit 9.291 BRT. Die Flavia wurde am 24. August 1918 auf ihrer Fahrt von Montreal nach Avonmouth bei Bristol etwa 30 Seemeilen nordwestlich von Tory Island (Irland) versenkt. Dabei kam ein Mensch ums Leben.

## Verbleib
Am 20. November 1918 wurde U 107 an das Vereinigte Königreich ausgeliefert und 1922 in Swansea (Wales) verschrottet.

## Kommandanten
- Kapitänleutnant Wilhelm Friedrich Starke (18. August 1917 – 31. Dezember 1917)
- Oberleutnant zur See Kurt Slevogt (1. Januar 1918 – 31. Juli 1918)
- Kapitänleutnant Kurt Siewert (1. August 1918 – 11. November 1918)